# Villar del Rey (kommunhuvudort)
Villar del Rey är en kommunhuvudort i Spanien.   Den ligger i provinsen Provincia de Badajoz och regionen Extremadura, i den västra delen av landet, 300 km sydväst om huvudstaden Madrid. Villar del Rey ligger 247 meter över havet och antalet invånare är 2 279.
Terrängen runt Villar del Rey är platt. Runt Villar del Rey är det ganska tätbefolkat, med 56 invånare per kvadratkilometer. Närmaste större samhälle är Alburquerque, 16,5 km nordväst om Villar del Rey. Trakten runt Villar del Rey består till största delen av jordbruksmark.